# Uzîn, Tîsmenîțea
Uzîn (în ucraineană Узин) este o comună în raionul Tîsmenîțea, regiunea Ivano-Frankivsk, Ucraina, formată numai din satul de reședință.

## Demografie
Componența lingvistică a comunei Uzîn
     Ucraineană (99,46%)
     Alte limbi (0,43%)
Conform recensământului din 2001, majoritatea populației comunei Uzîn era vorbitoare de ucraineană (99,46%), existând în minoritate și vorbitori de alte limbi.